# Greatest Hits (album, Red Hot Chili Peppers)
Greatest Hits je druhá kompilace největších hitů skupiny Red Hot Chili Peppers vydaná v listopadu 2003. První kompilací bylo album What Hits!? obsahující výběr hitů z let 1984 do 1989. Na druhém výběru jsou písně z druhého, slavnějšího období kapely.

## Seznam písní
1. Under the Bridge – 4:35 (z alba Blood Sugar Sex Magik)
2. Give It Away – 4:47 (z alba Blood Sugar Sex Magik)
3. Californication – 5:32 (z alba Californication)
4. Scar Tissue – 3:38 (z alba Californication)
5. Soul To Squeeze – 4:52 (ze soundtracku k filmu Šišouni)
6. Otherside – 4:17 (z alba Californication)
7. Suck My Kiss – 3:38 (z alba Blood Sugar Sex Magik)
8. By the Way – 3:38 (z alba By the Way)
9. Parallel Universe – 4:31 (z alba Californication)
10. Breaking the Girl – 4:57 (z alba Blood Sugar Sex Magik)
11. My Friends – 4:11 (z alba One Hot Minute)
12. Higher Ground – 3:24 (z alba Mother's Milk)
13. Universally Speaking – 4:19 (z alba By the Way)
14. Road Trippin' – 3:28 (z alba Californication)
15. Fortune Faded – 3:23
16. Save the Population – 4:07